# Abby Maitland
Abby Maitland es un personaje ficticio de la serie de ITV Primeval, es interpretado por la actriz Hannah Spearritt.
El sitio oficial dice que mientras que Abby tiene un miedo crónico a las arañas que desarrolló un amor por los reptiles, cuando sus padres la llevaron de vacaciones a las Islas Galápagos cuando era niña y ha tenido una relación amorosa con los lagartos desde entonces. Aunque empezó la universidad que más tarde, al términar, se convirtió en un zoóloga. Siempre está en forma y es atlética, sus aficiones incluyen gimnasia, yoga Ashtanga, karate, kick boxing, natación y buceo. Mantiene el equipo de gimnasia en su piso. La actriz Hannah Spearritt también declaró que Abby fue abusada de niña. En la primera temporada parecía estar atraída por Stephen Hart, pero en la segunda temporada que parece enamorarse de Connor Temple.
Ella admite abiertamente que siempre se enamora de la persona equivocada. También parece que es fácil herir sus sentimientos, sin embargo siempre lucha por mantenerse optimista y positiva. Nunca le dijo a nadie que Rex volvió a través de la anomalía con Nick Cutter, hasta que Connor la descubrió.
Es una zoóloga que aparece por primera vez en la serie cuando un niño llamado Ben, le avisa al zoológico que mande a una persona que cuide a un lagarto erróneamente como un lagarto moderno llamado Draco volans.
Más tarde se enoja cuando ella, Cutter y Connor se van a encontrar una anomalía por sí mismos, pero le es permitido quedarse, porque la necesitan por sus habilidades. Más tarde le permite quedarse en su piso a Connor sobre una base puramente platónica. Ella sigue siendo el asistente de laboratorio del equipo y compañera hasta el Episodio Cuatro, cuando es casi contaminada por un parásito mortal que contagia a un amigo de Connor Temple.

Su relación de amor/odio con Connor alcanza un máximo en el quinto episodio cuando se enfurece de que todo el mundo supiera que estaba manteniendo en secreto a Rex, más tarde dice que si él le hace el desayuno los fines de semana y lavado por un mes después se puede quedar definitivamente. Ella admite que esto es realmente debido a que realmente le gusta tenerlo cerca. Abraza a Connor, lo que llevó a Abby a decir que le gusta tenerlo solo como un amigo, dando a entender que ella está empezando a enamorarse de él.
El cómo Abby cambió por las alteraciones en la línea de tiempo es desconocido. Connor ahora tiene una novia en esta nueva línea de tiempo(que en realidad solo es parte de una conspiración liderada por Oliver Leck) pero, el cómo afecta esto su relación es desconocida. La novia de Connor, con gran horror para Abby, odia a los lagartos, y las dos no se llevan bien. Además, su enamoramiento por Stephen Hart parece haber desaparecido por completo en la segunda temporada.
En la primera temporada, Abby salva a Connor de un quiróptero depredadór con solo una roca.
En el Episodio 7, Abby y Connor parecen tener una relación mucho más estrecha de lo que la tenían anteriormente. Abby tiene un mucho mejor piso en la segunda temporada, y las especies de reptiles que guarda incluyen un Coelurosauravus, una serpiente del maíz,y una serpiente de la leche, 2 geckos leopardo, un dragón barbudo y una boa.
En el episodio 8, Abby está en silencio celosa de Caroline Steel. Es evidente que Abby lo desaprueba sin embargo, ya que no muestra ninguna simpatía cuando Connor tiene que salir para el trabajo o cuando, accidentalmente, se lava su número de celular de la mano. Sin embargo, a pesar de esto, ella puede estar recibiendo románticamente a Connor, como en una entrevista con Adrian Hodges, insinúa que Connor puede llegar a besar a Abby.
En el episodio 10, Abby es atacada por un mer macho, y arrastrada por una reina mer hacia una anomalía del futuro. Connor persigue a la mer, a pesar de estar herido, solo para ayudar a Abby, y trata de tirar de ella en una saliente de la playa del futuro, y como parece ser capaz de conseguir su mano, una reina mer va hacia ellos, preparándose para matarlos. Abby le ruega que la deje ir y escapar, pero se niega, finalmente estalla, y le grita que la ama. Más tarde se enfrentaría a un mer macho, en ese momento Abby derrota al mer con un movimiento de kickboxing que le mostró Caroline, Caroline así, probablemente de manera indirecta y sin saberlo, salvó la vida de Abby.
Al final de la temporada, Abby es capturada con el resto del equipo por los soldados de Leck. Cuando Caroline entra en la celda con Connor y Abby, y luchan como dos niñas, se dan puñetazos y patadas entre sí. Finalmente Abby estrella a Caroline contra una pared, pero ella la muerde y se suelta, y siguen luchando brevemente, pegándole a Connor, para diversiónde Leck. Connor consigue romper la lucha, pero cuando Carolinele agradece, el le dice que no lo hizo por ella, parece permanecer cerca de Abby en todo el episodio. Sorprendentemente, más tarde se perdona a Caroline, e incluso le salva la vida cuando se mantienen en una habitación con un Smilodon. Abby se separa del grupo como una distracción, y sin querer, apaga el sistema de comunicación de las criaturas. Rex esdisparado en el episodio, Abby y cuida de él (pero no antes de darle las gracias a Caroline). Al final del episodio, Abby y el resto del equipo están en el funeral de Stephen, donde Abby deja flores para él. Al salir, Abby alcanza para mantener la mano de Connor, pero el equipo recibe la llamada de una anomalía.
En el Octavo episodio de la tercera temporada se sabe que el par (Abby y Connor) se besan Aunque lo que ocurre después no está seguro.
En una entrevista con Adrian Hodges y Tim Haines en la tercera temporada, declaró que Abby y Connor pasarían por «tiempos difíciles», pero acabarían con un final feliz. Además, en una entrevista reciente en la Expo MCM Londres, Hannah Spearritt que Abby tendría un hermano, que sería la primera vez que alguien de la familia de Abby es visto en algún episodio, o siquiera se menciona.
Connor y Abby se besan al final del episodio 8 (tercera temporada). Cuando Abby descubre por Jack que Connor le regresa a Rex de amigo de Jack, que le ganó jugando al póker, con ayuda de Becker queobtubo la ayuda de algunos soldados de la ARC para persuadirlo.